# Metadeinopsis brunnea
Metadeinopsis brunnea är en skalbaggsart som beskrevs av Jan Klimaszewski 1979. Metadeinopsis brunnea ingår i släktet Metadeinopsis och familjen kortvingar. Inga underarter finns listade i Catalogue of Life.